# Attentat contre la compagnie de CRS 13 de Saint-Brieuc
L'Attentat contre la compagnie de CRS 13 de Saint-Brieuc est le premier plastiquage d'envergure réalisé par le Front de libération de la Bretagne - Armée Républicaine Bretonne  en avril 1968.
L’attentat a été perpétré par des clandestins bretons pour empêcher les CRS de Saint-Brieuc de réprimer les manifestations des agriculteurs.

## Préparation de l'attentat
(mars 2024).
Si vous disposez d'ouvrages ou d'articles de référence ou si vous connaissez des sites web de qualité traitant du thème abordé ici, merci de compléter l'article en donnant les références utiles à sa vérifiabilité et en les liant à la section « Notes et références ».
Une première étape de reconnaissance a été effectuée. Deux membres du commando sont allés sur place pour déterminer l'accès. Ils sont entrés dans l'enceinte de la caserne puis sont repartis.
Par la suite, le Kuzul Meur (l’État-major de l’ARB) a demandé aux membres du commando de retourner sur place, de pénétrer dans le garage de la caserne et de faire un croquis précis de l'emplacement des véhicules à l'intérieur. Deux des membres du commando y sont retournés et ont exécuté les ordres demandés. Selon le témoignage de celui qui a dessiné, à l'intérieur du garage se trouvaient un ou deux grands cars, plusieurs camionnettes, quelques Land Rovers, et pour finir, des motos. Le croquis a ensuite été remis au chef de la Strollad, qui l'a ensuite transmis à la Kevrenn, puis au Kuzul Meur.
Beaucoup plus tard, après la deuxième reconnaissance, le Strollad a reçu tout un système d’explosifs déjà préparé en tenant compte du croquis préalablement réalisé avec des pains de plastique de poids différents.

## L'attentat le 27 avril 1968
(mars 2024).
Si vous disposez d'ouvrages ou d'articles de référence ou si vous connaissez des sites web de qualité traitant du thème abordé ici, merci de compléter l'article en donnant les références utiles à sa vérifiabilité et en les liant à la section « Notes et références ».
La nuit de l’attentat, le commando au complet pénètre dans le garage de la CRS 13. Ils ont reçu l'ordre de remplir les réservoirs des véhicules avec du sucre, ce qu'ils font en premier lieu, puis ils posent les explosifs. Ce sont des mèches lentes qui relient les charges explosives, car contrairement à un système de mise à feu avec un réveil, les mèches lentes produisent beaucoup de fumée et préviendraient toute personne pénétrant dans le garage de ce qui se passe.
Pendant la pose des explosifs, un événement imprévu survient : le guetteur du commando signale qu'il vient de se passer quelque chose. En effet, tout l'immeuble d'habitation des CRS s'est illuminé, mais rien ne se passe. Après réflexion, il semble que cela puisse être dû au système d'allumage lorsqu'une personne pénètre à l'intérieur du bâtiment. Le commando attend que la lumière s'éteigne et reprend son travail.
À l'extérieur du garage se trouve une citerne sur un piédestal, un réservoir de carburant de plusieurs centaines de litres. Après avoir posé les explosifs, le commando se retrouve avec un pain d'explosif de 1 kilo en trop. Il est décidé de le placer sous les pédales d'un car, comme le stipulaient les ordres donnés. À l'opposé du pignon où se trouve le réservoir car s'il avait explosé, il aurait embrasé le bâtiment où logeaient les CRS, tuant tout le monde.
Après avoir terminé la pose des explosifs, l'un des membres du commando prend son briquet et allume la première mèche. C'est alors qu'un deuxième événement imprévu survient : en allumant la première mèche, le militant breton se brûle la main, sursaute et laisse tomber son briquet quelque part dans le garage. Tous le cherchent, car sur le briquet sont gravées les initiales du propriétaire, mais la première mèche est allumée et il ne reste que quelques minutes avant que les premières charges explosent. Le briquet est retrouvé, les autres mèches lentes sont allumées et le commando part en voiture.
Le commando fuit par Trémuzon et monte la colline suivante où ils s’arrêtent. C'est à ce moment-là que survient la gigantesque explosion. Ils sont probablement les seuls clandestins du FLB-ARB à avoir vu le résultat de leur attentat. Les dégâts matériels sont importants, le souffle de l'explosion détruisant la toiture du hangar où son garés les véhicules, et cinq cars sont pulvérisés, et huit autres rendus inutilisables. Le commando se rend ensuite à la plage de la Banche à Binic pour se laver, car ils sentent l'explosif.
Le 2 mai, l'action est revendiquée au nom du Front de libération de la Bretagne, par Yann Goulet depuis Dublin.

## Sources